# Georges Décôte
Georges Décôte (Lyon 5e, 24 novembre 1870 — Lyon 5e, 12 novembre 1951) est un peintre en vitraux et décors religieux lyonnais.

## Biographie
Décôte a étudié à l'École des Beaux arts de Lyon et finit sa formation dans l'atelier de Gustave Moreau à Paris. Il est rappelé à Lyon par l'abbé Ferret qui le recommande à Louis Perrin en 1897. Son premier travail est le vitrail La Reine des Martyrs dans la basilique de Fourvière, situé au-dessus de la mosaïque de la Bataille de Lépante. Il est sous les ordres de G. Lameire, qui devient son maître jusqu'à son décès en 1910.
Il participe à la Première Guerre mondiale entre 1914 et 1916. Il travaille alors à la mosaïque de Jeanne d'Arc à Fourvière dont il réalise les cartons et supervise la réalisation par les ouvriers mosaïstes chez René Martin à Saint-Denis et les vitraux associés par la société Ader. À partir de cette période, il a de nombreuses commandes de Louis Perrin pour des églises de la région, en particulier celles du Saint-Sacrement à Lyon, de Saint-Maurice de Montplaisir et de Chaponost.
En parallèle, Décôte peint et expose, essentiellement des portraits et des musiciens. En 1905, il expose deux toiles dont Le déjeuner, à l'exposition d'automne à Paris.
Il devient professeur de peinture à l'école des beaux arts. Assez peu de ses élèves se tournent vers les décors religieux, comme Jean Coquet.
En même temps, il a des activités de décorateurs pour Perrin et d'autres architectes tel Paul Dufournet. Il réalise ainsi des vitraux pour les églises suivantes :
- Roche-la-Molière (Loire) ;
- Saint-Sauveur-en-Rue (Loire) ;
- Feurs (Loire) ;
- Ars (Ain), chapelle du Cœur ;
- Croix-Luizet (Lyon) ;
- Saint-Paul (Lyon) ;
- Cambridge.

Son œuvre en tant que peintre décorateur comprend les églises suivantes :
- Lalouvesc (Ardèche) ;
- Vassieux (Isère) ;
- Sainte-Clotilde (Reims).

## Style
Son style est composé de tons majoritairement gris, et ses thèmes évoluent autour de la tristesse. Il expose aux Artistes français de Paris.
En matière de décor religieux, il affiche un goût pour le hiératisme et la peinture des « Primitifs ». Il crée parfois des panneaux véritablement archaïsants, tel Saint-Thomas à Fourvière ou Sainte-Thérèse à Saint-Nizier.
Pour son travail, il se documente scrupuleusement sur les sujets traités, s'attache à une grande précision dans les détails et accessoires, mais ne recherche pas particulièrement à développer le symbolisme.
Son style s'inscrit totalement, avec peu d'originalité, dans le mouvement d'art sacré entre l'art nouveau et l'art déco.

## Activités sociales
En dehors de ses activités professionnelles, il fait partie de la Société Saint-Jean, tenue par le chanoine Berjat. Il obtient ainsi des articles élogieux dans la Semaine religieuse de Lyon et le Nouvelliste.

## Sources d'archives
- Archives nationales : F 21 4196, 4303
- Archives de Fourvière : Lettres de G. Décôte